# Ich Chef, Du Turnschuh
Ich Chef, Du Turnschuh ist ein mit dem Adolf-Grimme-Preis ausgezeichneter deutscher Fernsehfilm des in der Türkei geborenen deutschen Filmemachers Hussi Kutlucan aus dem Jahr 1998. Der Film beschäftigt sich auf überwiegend humorvolle Weise mit dem Thema Asyl.

## Inhalt
Die Handlung dreht sich um den armenischen Asylbewerber Dudie. Dieser sitzt mit seiner Freundin Nani und einer Gruppe von weiteren Flüchtlingen auf einem Containerschiff im Hamburger Hafen, einer Sammelstelle für Asylbewerber aus aller Welt, fest. Nachdem Nani zum Schein einen deutschen Elektriker ehelicht, um der Enge des Schiffs sowie der Abschiebung zu entkommen, flieht der Verlassene mit gefälschten Papieren nach Berlin, lässt sich in einer heruntergekommenen Absteige nieder (hier lernt er Nina kennen, die ihrerseits bereit ist, Dudie zu heiraten – allerdings nur für 15 000 Mark, die er natürlich unmöglich aufbringen kann) und beginnt, für wenig Geld auf einer Großbaustelle am Reichstag zu arbeiten. Die Schikanen seiner Vorgesetzten und Kollegen – die mit ihm arbeitenden Berliner Türken fordern dabei am nachdrücklichsten, Ausländer wie ihn rauszuschmeißen – sowie die Ausbeutung durch den Arbeitgeber lassen Dudie mehr und mehr nach einer Heirat mit einer deutschen Frau streben. Hierfür sucht er sich zunächst unglücklicherweise die Exfrau seines Chefs aus. Als sein Lohn ausbleibt, organisiert Dudie einen Streik, welcher ihm zwar endlich Freunde auf der Baustelle einbringt, doch muss er fortan vor der Polizei fliehen.
Da sich Nina inzwischen tatsächlich in den illegal in Deutschland Lebenden verliebt hat und der Flüchtling sich zudem als treusorgender Vaterersatz für Ninas Sohn Leo erwiesen hat, könnte das Happy End dennoch perfekt sein, würde Nina nicht von ihrem Ex erstochen werden. Jetzt auch noch ohne Bleibe schlägt sich Dudie mit Leo, der sich verständlicherweise weigert in ein Heim zu gehen, mittellos durch die Berliner Großstadtwelt. Um dem Wohnungsproblem Abhilfe zu schaffen, lässt sich der Armenier schließlich durch ihm aus der Berliner Yellow Press bekannte Methoden ausländischer Nepper inspirieren: Er färbt Leos Haar schwarz und macht sich mit dem fortan Hassan genannten „Sohn“ auf dem Arm und mit einem selbst gefälschten Schreiben vom Kreuzberger Bezirksamt in der Hand abermals die Obrigkeitshörigkeit der Deutschen zunutze, indem er sich bei einer älteren Dame als „Unterzubringender“ vorstellt; bei Zuwiderhandlung würde die 80-Jährige laut Schreiben in ein Altersheim verbracht. Nach einiger Zeit des Lebens mit Dudie hat die alte Dame Dudie und Hassan aber ohnehin dermaßen in ihr Herz geschlossen, dass sie die beiden auf keinen Fall mehr hergeben möchte. Doch eine misstrauische eifersüchtige Freundin der Deutschen lässt Dudie auffliegen und der lebensfrohe, freundliche Lebenskünstler wird am Ende doch nach Armenien abgeschoben – mitsamt dem deutschen Kind.

## Auszeichnungen/Wirkung
- Der Film erhielt im Jahr 2000 drei Grimme-Preise für sein Buch, die Regie und den Hauptdarsteller (alle Hussi Kutlucan).
- Für den Max Ophüls Preis war Ich Chef, Du Turnschuh 1999 nominiert, ging jedoch leer aus.

## Kritiken
„Die Geschichte könnte mit einigen Abstrichen die eines Dokumentarfilms über Asylbewerber in Deutschland sein (…). Sie taugte als Stoff für eine Tragödie ebenso wie für eine Komödie, könnte für ein Melodram wie für eine bloße Farce herhalten. Kutlucans Film besitzt von allem etwas, und darin liegt seine Schwäche: Mal ist er zum Lachen, mal zum Weinen, mal ernsthaft und dramatisch, mal nur albern und weitschweifig, mal rührend und mal sentimental.“

„Hussi Kutlucans Film hat Tempo und Leichtigkeit. Unbekümmert jongliert er mit Stilelementen. Jäh kippt er die Komik in Tragik, schrammt er die Satire, wird grotesk und sentimental.“

„Die Türken kommen... Und sie geben dem deutschen Film genau das, wonach wir seit Jahren schreien: echte Typen, wahre Geschichten und neue Formen …“